# 羅曼·別爾德尼科夫
羅曼·鮑里索維奇·別爾德尼科夫（羅馬化：Roman Borisovich Berdnikov；1974年8月31日—），俄羅斯陸軍中將，自2018年11月13日起擔任東部軍區第29集團軍司令。

## 生平
羅曼·別爾德尼科夫於1974年8月31日在俄羅斯蘇維埃聯邦社會主義共和國阿爾泰邊疆區鄂畢河畔卡緬出生。從1981年至1989年，他在市第4學校學習。之後他於基輔蘇沃洛夫軍事學校就讀，並於1991年畢業。1991年，別爾德尼科夫就讀莫斯科高等軍事指揮學校，於1995年畢業。1995年5月9日參加紅場遊行。2003年至2005年，別爾德尼科夫就讀俄羅斯聯邦軍隊綜合軍事學院。2014年至2016年，其就讀俄羅斯總參謀部軍事學院。
別爾德尼科夫1995年以中尉軍銜開始服役，擔任西伯利亞軍區一隊機動步槍排的指揮官，後晉升至摩托化步兵團參謀長。2012年2月至2014年8月，其擔任東部軍區第5集團軍第59獨立摩托旅旅長。2014年6月11日俄羅斯總統弗拉基米爾·普京發佈的第414號總統令，授予別爾德尼科夫少將軍銜。
2016年至2018年，別爾德尼科夫擔任中央軍區第二近衛軍第一副司令兼參謀長。2017年，他依職權暫任中央軍區第二近衛軍司令。2018年11月，別爾德尼科夫擔任東部軍區第29集團軍司令。2019年3月4日，其被授予司令軍旗，儀式在外貝加爾邊疆區軍官院舉行。根據俄羅斯總統普京2020年12月10日發佈的第769號總統令，授予別爾德尼科夫中將軍銜。
別爾德尼科夫的曾外祖父是俄羅斯飛行員，令別爾德尼科夫有志投身軍旅，其在1993年結婚，妻子埃琳娜，有一女一子。

## 事蹟
2021年10月，別爾德尼科夫被派遣成為俄羅斯在敘利亞內戰的軍事介入部隊指揮官。
2022年俄羅斯入侵烏克蘭，別爾德尼科夫帶領第29集團軍司令參與北頓涅茨克戰役，包括BBC、《紐約郵報》、CNN，均報導別爾德尼科夫有可能與第29集團軍參謀長羅曼·庫圖佐夫少將在同一戰鬥中一同陣亡，但消息未能證實。
2022年8月26日，羅曼·別爾德尼科夫被任命为俄罗斯西部軍區司令部司令。9月12日，由於俄军在伊久姆戰敗，俄羅斯總統普丁要求别尔德尼科夫將顿巴斯地区作战指挥权交給中央军区司令亚历山大·拉宾。

## 榮譽
- 四級祖國功勳勳章[16]
- 亞歷山大·涅夫斯基勳章[17]